# Nowy Mniszek

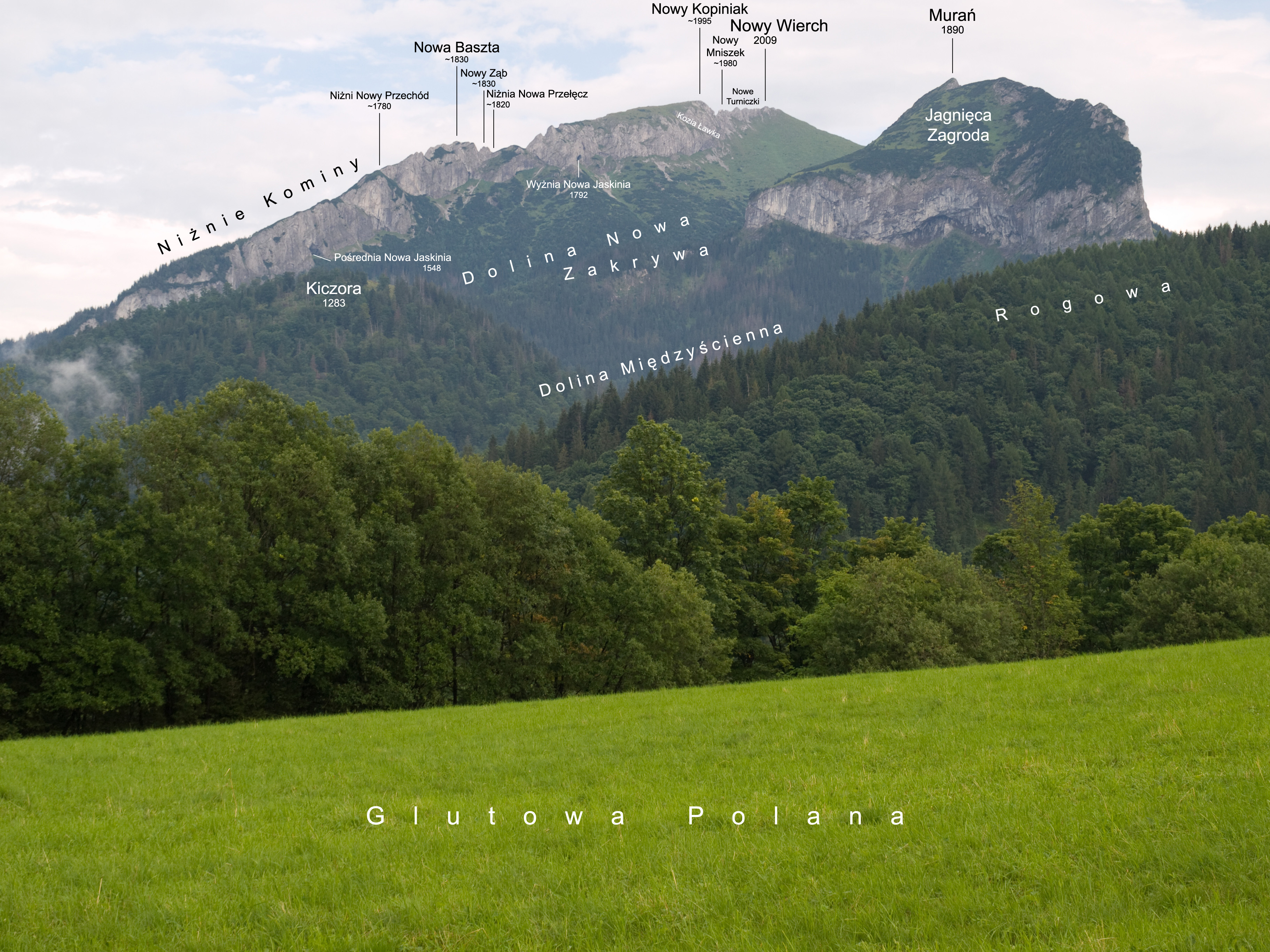
Nowe Turniczki po lewej stronie szczytu Nowego Wierchu

Nowy Mniszek – turniczka o ostrym kształcie w grani Kominów Zdziarskich w słowackich Tatrach Bielskich. Wznosi się na wysokość około 1980 m n.p.m. pomiędzy Pośrednią Nową Szczerbiną (ok. 1960 m) po północnej stronie, a Wyżnią Nową Szczerbiną (ok. 1980 m) na południu. Na zachodnią stronę (do Nowej Doliny) opada filarem, u podnóży którego znajduje się przypominająca ścieżkę półka, którą można turniczkę obejść. Na wschodnią stronę (do Hawraniego Kotła) opada 60-metrowej wysokości ścianą.
Pierwsze przejście granią od Niżniego Nowego Przechodu na szczyt Nowego Wierchu: Vladimir Tatarka i Martin Pršo 21 października 1987 r. Wejście z Pośredniej Nowej Przełączki na Nowego Mniszka to III w skali tatrzańskiej. Najłatwiejsza droga na szczyt turniczki prowadzi z Wyżniej Nowej Przełączki (I). Pierwsze (prawdopodobnie) wejście: Władysław Cywiński 21 września 1981 r..
Wspinanie się w Tatrach Bielskich jest obecnie zabronione (obszar ochrony ścisłej Tatrzańskiego Parku Narodowego).